# 赫沃羅斯季亞涅
49°30′58″N 39°3′11″E / 49.51611°N 39.05306°E
赫沃羅斯蒂亞內（烏克蘭語：Хворостяне）是位於烏克蘭東部的村莊，由盧甘斯克州舊比利斯克區的新普斯科夫市鎮負責管轄。該村始建於1982年，面積1.23平方公里，海拔高度63米，2001年人口27，人口密度每平方公里35人。